# 魔境仙踪
是一部2013年美國奇幻冒險電影，由山姆·雷米導演，占士·法蘭高主演，華特迪士尼影業發行。本片是1939年的電影《綠野仙蹤》的前傳故事。美國於2013年3月8日上映。

## 劇情
電影的故事發生在《綠野仙蹤》之前。當一個小魔術師奧斯卡·狄格斯（占士·法蘭高）所坐的熱氣球由堪薩斯州被暴風吹送至奧茲國之後，他以為他中了頭獎，可以名利雙收。直到他遇上了西國魔女巫Theodora（米娜·古妮絲）、東國魔女巫Evanora（麗素·慧絲）和南國好女巫Glinda（米雪·威廉絲）為止。她們不相信他是所有人都在期待著的偉大巫師。無奈地被捲入了奧茲國的鬥爭之中，奧斯卡必需要分辨出誰是好人和壞人。最後奧斯卡使用出各種魔術，他不單止化身成為強大的奧茲國的魔法師，更成為一個更美好的人。
《綠野仙蹤》原是美國家喻戶曉的童話故事，作者包姆生於紐約州Chittenango地方的富裕家庭（1856）一生之中寫過無數成功的劇本也曾在百老匯上演過，因作者包姆成長背景從1860年代末期到1906年之間歷經美國的經濟衰退與蕭條，透過書中的角色與情節表達他的政治體驗，以及對政治人物的褒貶。
書中的寫法類似於小故事大道理。《奧茲大帝》男主角魔術師奧斯卡常以音樂盒謊欺騙女子感情，直到陰錯陽差被帶到了奧茲王國，在不情願的情況下捲入奧茲王國與邪惡女巫的紛爭之中，奧斯卡利用自己的智慧與善良百姓的力量一起打敗邪惡女巫，不僅贏回奧茲王國也讓從喜愛說謊的魔術師奧斯卡轉變成懂得真摯待人的好人，而劇情中陶瓷娃娃代表坐在輪椅上殘障的女孩，有翅膀的猴子代表馬戲團裏的忠心男助理，奧茲王國的公主代表準備相親的前女友，城門黑守衛兵代表馬戲團的大力士，作者包姆透過此故事裏的角色與情節表露出感激、歡樂、讚美以及無盡的歡愉，也能帶給人們另一種省思與夢想。

## 演員
| 演員            | 角色                        | 簡介 | 世界所在  |
| --------------- | --------------------------- | --- | --------- |
| 占士·法蘭高     | 奧斯卡·狄格斯 (Oscar Diggs) | 奧茲國大巫師 故事主角 本為普通馬戲團魔術師 常用音樂盒欺騙女士感情 因龍捲風而飄流到奇幻魔境 被認為是傳說中前來拯救魔境的魔法師 被伊瓦諾拉利用而差點殺死格林達 後來將西奧多拉逐出翡翠國 與格林達相戀 | 現實→魔境 |
| 米雪·威廉絲     | 格林達 (Glinda)             | 南國好女巫 翡翠國國王之女 翡翠國公主 善良女巫 被伊瓦諾拉嫁禍毒死翡翠國國王而逃至黑暗森林 伊瓦諾拉之敵 與奧斯卡·狄格斯相戀 | 魔境      |
| 米雪·威廉絲     | 安妮 (Annie)                | 奧斯卡之戀人 | 現實      |
| 米娜·古妮絲     | 西奧多拉 (Theodora)         | 西國魔女巫 伊瓦諾拉之妹 奧斯卡·狄格斯在魔境第一個遇見的人 被奧斯卡欺騙感情 喜歡奧斯卡·狄格斯，後痛恨之 本為善良女巫，後被伊瓦諾拉唆使，憤而吃下青色毒蘋果，良心枯萎後成為邪惡女巫 最後被奧斯卡·狄格斯逐出翡翠國 | 魔境      |
| 麗素·慧絲       | 伊瓦諾拉 (Evanora)          | 東國魔女巫 西奧多拉之姊 邪惡女巫 意圖統治整個奧茲國 翡翠國國王皇家管事 毒死翡翠國國王並嫁禍於格林達 格林達之敵 意圖利用奧斯卡·狄格斯進入黑暗森林殺死格林達 離間西奧多拉對奧斯卡·狄格斯之感情 唆使西奧多拉吃下青色毒蘋果成為邪惡女巫 其綠色吊墜為其法力及青春之泉源，後被格林達無意中所毀而失去法力成為醜老女巫 最後被格林達逐出翡翠國 | 魔境      |
| Zach Braff      | 芬尼 (Finley)               | 翅膀猴子 為奧斯卡·狄格斯所救和幫助，因而表示以一輩子報答 奧斯卡·狄格斯的助手和朋友 | 魔境      |
| Zach Braff      | Frank                       | 奧斯卡之助手 | 現實      |
| 喬伊·金         | China Girl                  | 陶瓷國裏的小女孩 陶瓷國倖存者 被奧斯卡·狄格斯所救 全族人皆因慶祝傳說中的魔法師的降臨而被伊瓦諾拉秘密下令翅膀狒狒滅族 | 魔境      |
| 喬伊·金         | Girl in Wheelchair          | 傷殘女孩 需要坐輪椅 相信奧斯卡的法術 於奧斯卡表現魔術時哀求奧斯卡把她雙腳治好 | 現實      |
| Tony Cox        | 納克 (Knuck)                | 黑面神 (奧斯卡專稱) 翡翠國指令官 幫助格林達 | 魔境      |
| Bill Cobbs      | Master Tinkerer             | 格林達之鐵匠 幫助格林達和奧斯卡 | 魔境      |
| Abigail Spencer | May                         | 奧斯卡魔術女助手 被奧斯卡欺騙感情 | 現實      |
| Ted Raimi       | Skeptic                     | |           |
| Bruce Campbell  | Winkie Gaurd                | 城門黑守衛兵 | 魔境      |
| Tim Holmes      | The Strong Man              | 馬戲團大力士 因奧斯卡調戲其妻子憤而要把奧斯卡殺死 | 現實      |
| Martin Klebba   | Nikko                       | | 魔境      |

## 製作
在山姆·雷米簽約成為導演之前，山姆·曼德斯和Adam Shankman也是片商的考慮人選。在2011年6月，丹尼·葉夫曼獲選為電影配樂，雖然葉夫曼和雷米曾經因為《蜘蛛俠2》而鬧翻，並曾經宣言永不會再合作。
劇本由Mitchell Kapner和David Lindsay-Abaire撰寫，Joe Roth擔任監製。在訪問中，山姆·雷米表示Kapner使用了李曼·法蘭克·鮑姆的書本中有關巫師的資料，不過電影也會向1939年版本的經典電影致敬。根據Deadline Hollywood的記者報導，迪士尼想將電影的製作成本縮減至2億美元。
羅拔·唐尼本來是山姆·雷米的主角首選。不過當羅拔·唐尼拒絕了之後，強尼·戴普被傳會接手。到了2011年2月，占士·法蘭高進入了最後的商討階段。這是占士·法蘭高和山姆·雷米繼2007年的《蜘蛛俠3》之後首次合作。除了法蘭高之外，山姆·雷米的弟弟泰特·雷米（Ted Raimi）也會擔綱演出。電影採用3D攝影機拍攝，主要拍攝工作在2011年7月於密歇根州展開。
雖然華特迪士尼影業擁有原著小說的改編版權，但1939年電影《綠野仙蹤》的版權卻由華納兄弟影業持有。因此為了避免觸犯版權問題，《奧茲大帝》刻意避開或改動了1939年電影裡的一些元素。例如1939年電影裡著名的紅寶石鞋就沒有再出現於本片裡，而惡女巫的手下飛猴在本片裡則改成長翅膀的狒狒，且新增了一個善良的飛猴角色（芬尼）。

## 發行
在2011年5月，電影開拍之前，華特迪士尼影業給予了電影2013年3月8日的美國上映日期。 根據Moviefone的報導，迪士尼期望《魔境仙踪》會好像同類型的奇幻3D電影，2010年提姆·波頓的《愛麗絲夢遊仙境》一樣，獲得亮麗的票房成績。

## 评价
- 媒体综评44分，烂番茄新鲜度59%，得到了两极化评价。好评有：“感激、欢乐、赞美以及无尽的欢愉，这也就是为什么你越喜爱当年朱迪-嘉兰的版本，就会越青睐这部《魔境仙踪》”，“本片为观众的大脑带来无限延展地幻想、色彩和构图，同时也没有丢掉故事的核心”；差评如“一团没有形状的文学杂糅和病态美学，最演变成一部无聊且模糊不清的家庭肥皂剧”。[11]

- 香港爽報的善人給予3顆星（最高5顆），說：「荷李活近年熱愛將童話故事二次創作，《魔境仙踪》原來就是1939年《綠野仙踪》的偉大魔術師奧斯卡由來的前傳故事，《魔》先以黑白4:3畫面交代奧被暴風吹送到魔境的因由，其後以出色3D效果配上色彩璀璨的16:9畫面，帶出魔境與別不同的強烈對比，聲畫細緻入微稱得上另一試機金碟，一幕幕驚險鏡頭活現眼前，眾多如水精靈的頑皮噴水鏡頭都叫觀眾伸手或躲避，只可惜男主角由周旋女巫情愛到深明大義這些簡單直接的劇情，令人有感拖慢節奏美中不足。」[12]

- 明報的石琪給予3顆星（最高5顆）。他說：「全片不是由頭到尾都好看，但前中後都有佳句，而且很有心地向影壇前輩致敬。」[13]

## 票房
中国大陆累计收获1.67亿人民币。
| 上一届： 《傑克：巨魔獵人》 | 2013年美國週末票房冠軍 第10-11周 | 下一届： 《古魯家族》 |
| 上一届： 《傑克：巨魔獵人》 | 2013年香港一週票房冠軍 第9-10周  | 下一届： 《白宮淪陷》 |

## 外部連結
- 互联网电影数据库（IMDb）上《Oz the Great and Powerful》的资料（英文）
- AllMovie上《Oz the Great and Powerful》的资料（英文）
- 爛番茄上《Oz the Great and Powerful》的資料（英文）
- Box Office Mojo上《Oz the Great and Powerful》的資料（英文）
- Metacritic上《Oz the Great and Powerful》的資料（英文）
- 開眼電影網上《魔境仙踪》的資料（繁體中文）
- 豆瓣电影上《魔境仙踪》的資料 （简体中文）
- 时光网上《魔境仙踪》的資料（简体中文）